# Юрченко Іван
Іван Юрченко (? — †?) — начальник дивізії Дієвої армії УНР.

## Біографія
Останнє звання у російській армії — поручик.
Навесні—влітку 1918 р. — член демобілізаційної комісії при штабі 3-го Херсонського корпусу Армії УНР, згодом — Армії  Української Держави.
Станом на 31 січня 1919 р. — начальник 6-ї пішої дивізії Дієвої армії УНР.
Подальша доля невідома.